# Osiedle pod Jaworami we Wrocławiu

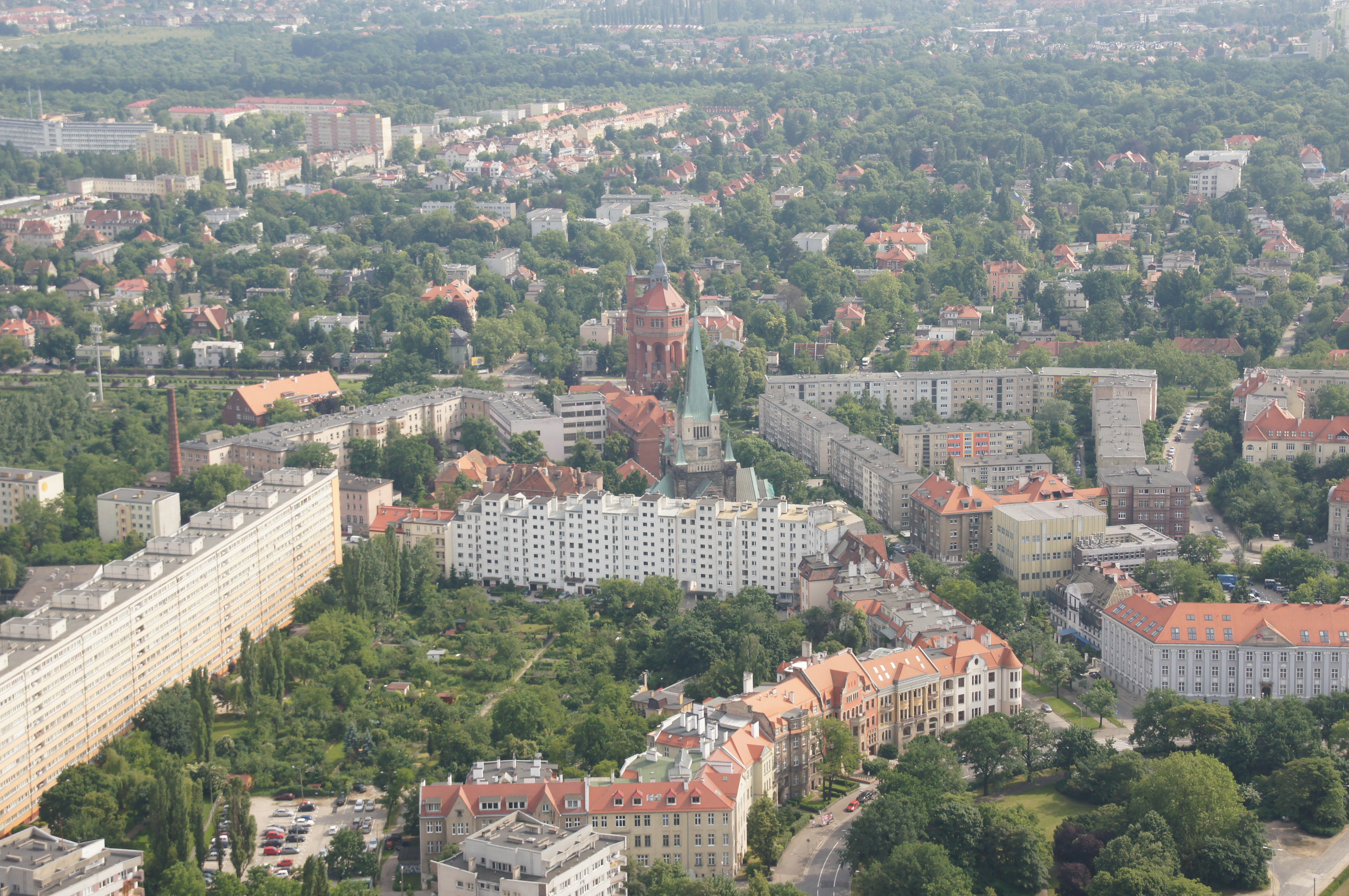
Za wieżą ciśnień "zielone" osiedle Borek

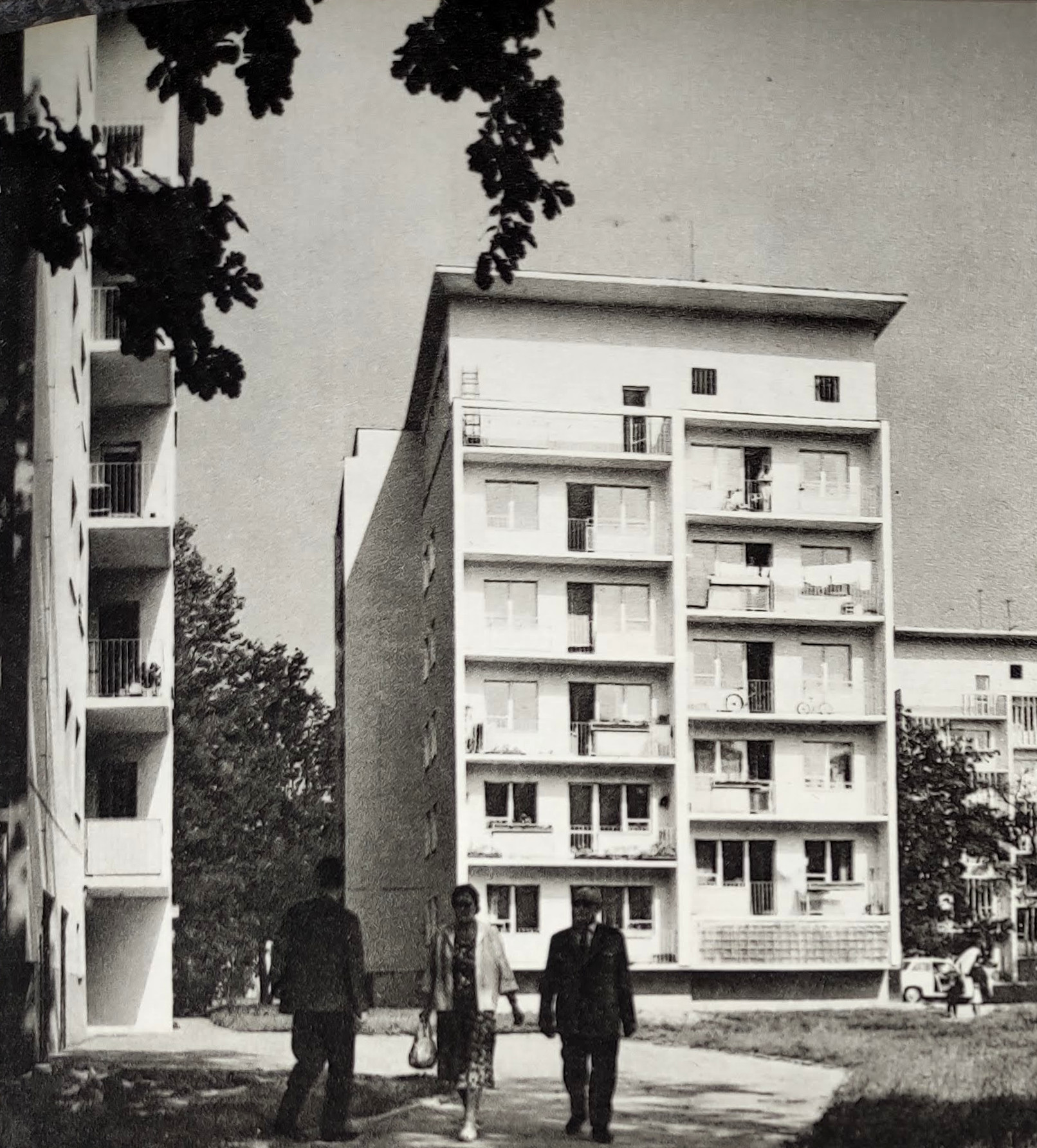
Punktowce

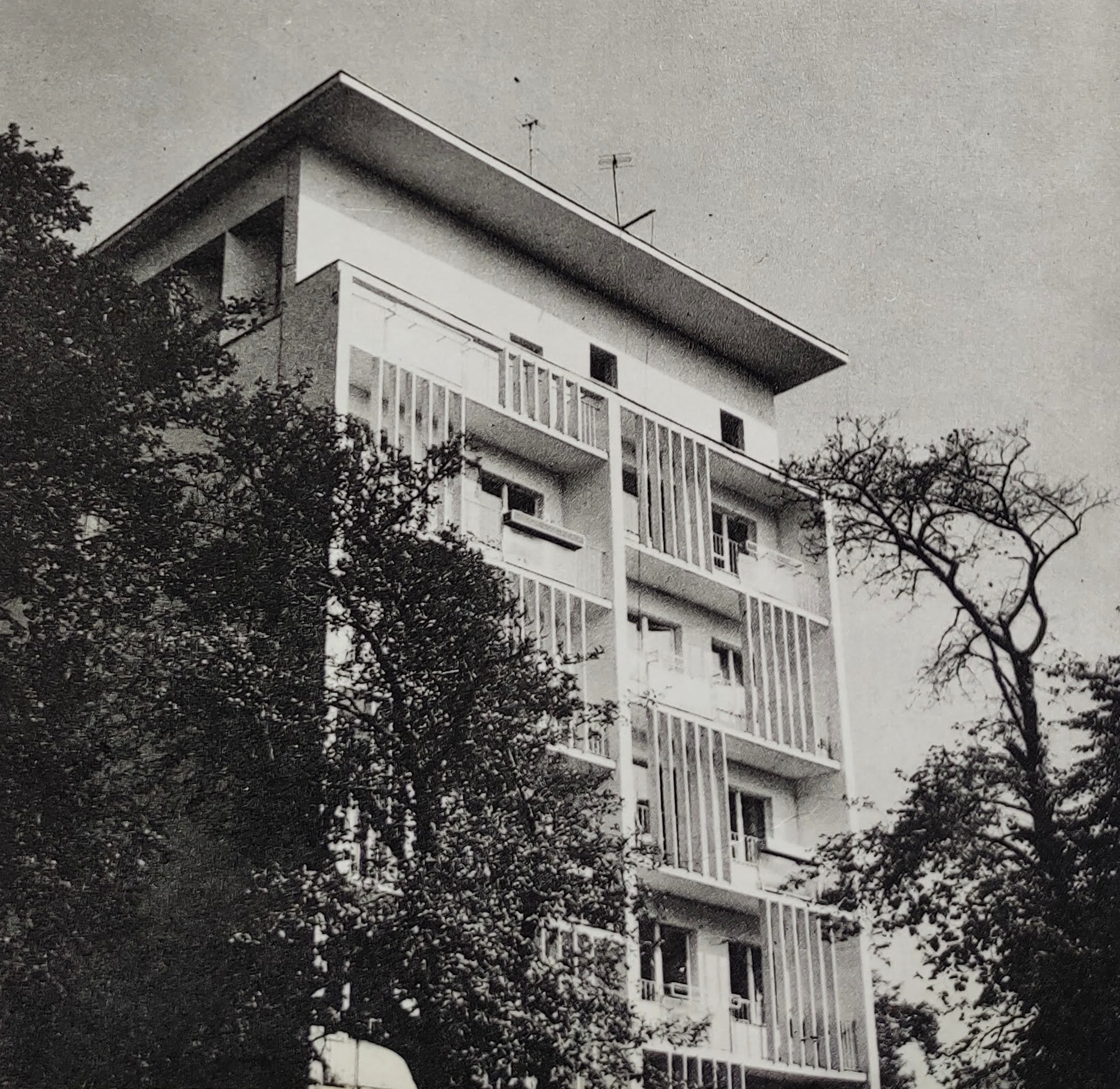
Punktowiec

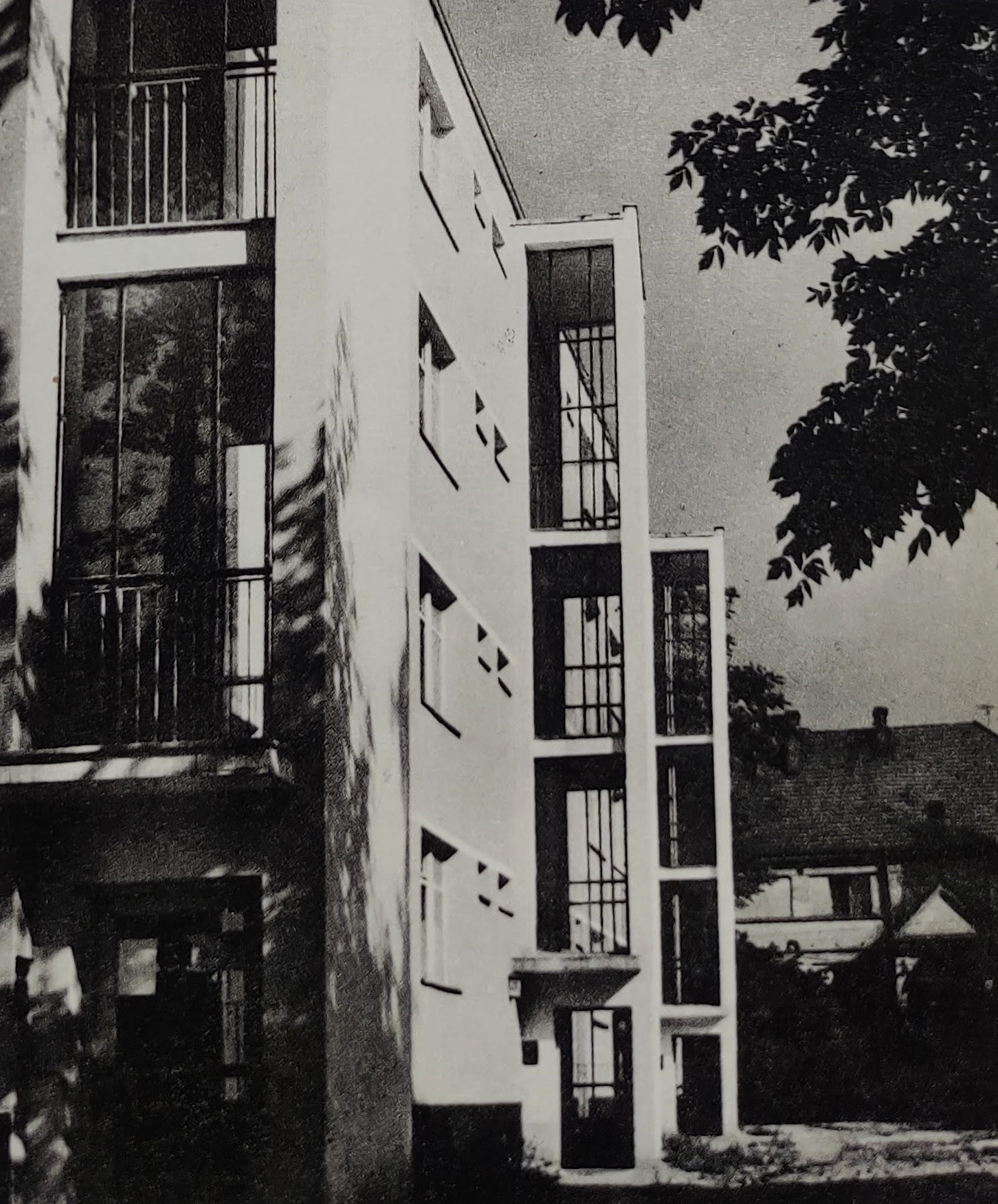
Budynki grzebieniowe

Osiedle pod Jaworami – osiedle mieszkaniowe położone we Wrocławiu na obszarze osiedla Borek w dawnej dzielnicy Krzyki. Zbudowane zostało w pod koniec lat 50. i w latach 60. XX wieku w ramach spółdzielczości mieszkaniowej. Obejmowało kilkanaście budynków, w tym zarówno budynki jednorodzinne w zabudowie szeregowej jak i budynki wielorodzinne typu punktowce, wieloklatkowe budynki grzebieniowe, galeriowiec i inne. Uznaje się je za udaną realizację nowej zabudowy dostosowanej zarówno skalą jak i rozwiązaniami architektonicznymi do istniejącego otoczenia zachowanej, willowej zabudowy przedwojennego osiedla oraz dobrze zharmonizowaną z zielenią istniejącą oraz nowoprojektowaną. Powstały tu również osiedlowe pawilony handlowo-usługowe. Wspomniane wyżej punktowce zostały objęte ochroną w ramach gminnej ewidencji zabytków oraz miejscowego planu zagospodarowania przestrzennego.

## Położenie i otoczenie
Zabudowa Osiedla pod Jaworami we Wrocławiu położona jest na terenie osiedla Borek, które leży w obszarze dawnej dzielnicy Krzyki, w południowej części miasta. Nowa zabudowa osiedla została wkomponowana w zachowaną zabudowę oraz zieleń przedwojennego osiedla Borek, w rejonie ulic i alei: alei Jaworowej, ulicy Sudeckiej, alei Jarzębinowej, alei Wiązowej, alei Lipowej i alei Dębowej. Samo osiedle Borek w rejonie, w którym powstało Osiedle pod Jaworami, stanowi obszar o kameralnej, willowej zabudowie bogatej w zieleń. Część tej zabudowy to zachowane budynki przedwojenne, zaś pozostałe to późniejsze realizacje powstałe sukcesywnie od lat 50. XX wieku poprzez lata 60. XX wieku i lata następne, przy czym dominują domy jednorodzinne, szeregowe i kameralne budynki wielorodzinne . Obszar ten przeznaczony jest pod mieszkalnictwo.

## Nazwa
W publikacjach w odniesieniu do tego osiedla mieszkaniowego spotyka się następujące określenia:
- Pod Jaworami[1][5]
- Osiedle mieszkaniowe Pod Jaworami[1]
- osiedle mieszkaniowe Wrocławskiej Spółdzielni Mieszkaniowej Pod Jaworami[7]
- Osiedle pod Jaworami[8][10] [14]
- osiedle „Pod Jaworami”[6][15].

## Historia
Osiedle pod Jaworami powstało w ramach rodzącej się w powojennej Polsce spółdzielczości mieszkaniowej. Inwestorem była Wrocławska Spółdzielnia Mieszkaniowa (WSM). Pierwsze projekty budynków powstawały w drugiej połowie lat 50. XX wieku . Zawraca się przy tym we współczesnych opracowaniach na fakt, że w ramach stosunkowo niedużego osiedla mającego powstać na niewielkim obszarze w kameralnym otoczeniu, powstało kilka projektów indywidualnych oraz przystosowano już istniejące rozwiązania z innych lokalizacji dla części obiektów, przy zaangażowaniu w te prace dużego grona projektantów.
W publikacjach można znaleźć różne daty związane z powstawaniem osiedla. Różni autorzy wskazują między innymi na następujące okresy czasu lub daty: 1956–1962, 1958–1961  , około 1960–1962, punktowce: 1960–1961 (punktowce), 1964–1968, budynki grzebieniowe: 1959 r. (projekt), 1967 r. (zakończenie realizacji).
Projekt zabudowy powstawał od około 1958 r.   w zespole architektów pracujących pod kierownictwem Kazimierza Bieńkowskiego, architekta i urbanisty. Ten sam zespół w tym samym czasie projektował znaczenie większe osiedle PKWN. W ramach osiedla zaprojektowano i zrealizowano między innymi parterowe budynki szeregowe przy ulicy Sudeckiej, na odcinku od alei Jaworowej do alei Dębowej. Budynku te zwane były domkami projektanckimi. Opracowane zostały przez architektów: Kazimierza Bieńkowskiego i Tadeusza Izbickiego. Kolejny projekt, który powstał w 1959 r., obejmował budynki grzebieniowe. Tu projektantem był architekt Henryk Chorążak. Kazimierz Bieńkowski był także projektantem innych budynków zbudowanych w ramach tego osiedla, a mianowicie galeriowca przy alei Lipowej, na rogu alei Wiązowej oraz punktowca przy tej samej alei. Natomiast punktowce przy ulicy Sudeckiej zaprojektował architekt Konrad Jarodzki . Ponadto architekt Zofia Wadowska zaprojektowania zespoły dwukondygnacyjnych domków szeregowych, a dla kolejnego budynku zastosowano projekt budynku mieszkalnego z unifikacji wrocławskiej architekta Bolesława Gągalskiego. Oprócz wykazanych budynków mieszkalnych powstał tu także parterowy pawilon handlowo-usługowy na rogu alei Jaworowej i ulicy Sudeckiej.
Współcześnie istnieje Spółdzielnia Mieszkaniowa Pod Jaworami .

## Budynki i architektura

### Wprowadzenie
Współcześnie zwraca się uwagę na fakt, iż Osiedle pod Jaworami składa się z budynków o stosunkowo dużej różnorodności, zarówno pod względem rodzaju, wielkości jak i architektury, w tym o odmiennych rozwiązań architektonicznych i przestrzennych, mimo że ogólnie styl architektoniczny wszystkich tych budynków zaliczany jest do modernizmu, w niektórych przypadkach o rzeźbiarskim charakterze. Powstały tu więc domy w zabudowie szeregowej, jednokondygnacyjne i dwukondygnacyjne oraz domy wielomieszkaniowe od trzech do sześciu kondygnacji o różnym typie: punktowce, wieloklatkowe budynki grzebieniowe i galeriowiec . Wszystkie jednak wpisują się w założenia budowy kameralnego osiedla dobrze wpisanego w otoczenie. Taka różnorodność sprawia, że osiedle wydaje się być zestawieniem osobnych założeń, które następnie realizowane miałyby być długimi latami. W niektórych przypadkach zestawienie kameralnej zabudowy szeregowej z wielokondygnacyjnymi, ale niewysokimi, budynkami daje wrażenie realizacji przez tę zabudowę określonej roli zapewnienia równowagi architektonicznej w przestrzeni . Wspomina się także, iż w niektórych z projektów uwzględniono wyposażenie lokali w zabudowy meblowe.

### Domki projektanckie
Tzw. domki projektanckie obejmują dwa zespoły parterowych domów zbudowanych w układzie szeregowym, położone przy ulicy Sudeckiej po stronie zachodniej. Pierwszy zespół obejmujący numery od 139 do 141b zlokalizowany jest przy odcinku ulicy od alei Jaworowej do alei Jarzębinowej, a drugi o numerach od 143 do 145b przy odcinku ulicy od alei Jarzębinowej do alei Dębowej. Wymienione zespoły budynków w zabudowie szeregowej usytuowane są wzdłuż ulicy Sudeckiej tworząc zharmonizowany ciąg wkomponowany w istniejącą zieleń. Zastosowano tu oryginalny układ, w którym poszczególne segmenty w planie rozmieszczone są z charakterystycznymi uskokami, dzięki czemu uzyskują pożądaną odrębność dużych tarasów związanych z poszczególnymi mieszkaniami. Wnętrze każdego segmentu posiadał wyróżniony zespół dzienny obejmujący kuchnię i pokój, do którego przylegał duży taras. Zespół ten został umieszczony na osi danego segmentu. Stamtąd zaprojektowano wejścia do pozostałych pokoi. Cały układ cechował się pewną elastycznością pozwalającą na możliwości wprowadzenia pewnych zmian w zależności od potrzeb, poprzez np. zwiększenie powierzchni pokoju dziennego przez włączenie do niego powierzchni przyległych, wprowadzenie rozrządu wewnętrznego zamiast jednoprzestrzenności oraz możliwość rozbudowy. Wskazywane bywa, iż jest to przykład stosunkowo rzadko spotykanej w Polsce architektury o estetyce kojarzącej się z wczesnym, niemieckim modernizmem oraz domami w Stanach Zjednoczonych .

### Budynki grzebieniowe
Budynki grzebieniowe stanowią zespół wielorodzinnych i wieloklatkowych budynków mieszkalnych położonych wzdłuż alei Jaworowej, usytuowanych prostopadle do niej, po jej północnej stronie. Przy odcinku alei od ulicy Sudeckiej do alei Wiązowej położone są cztery budynki o numerach: 30–30b, 32–32b, 34–34b oraz aleja Wiązowa 9, 11, 13. Dalej przy kolejnym odcinku alei od alei Wiązowej w kierunku ulicy Ślężnej położone są kolejne trzy takie budynki o numerach: aleja Wiązowa 18, 10, 22 oraz numery 40–40b i 40c–40e. Każdy z budynków ma trzy klatki schodowe oraz po cztery kondygnacje nadziemne. Budynki te zostały zbudowane w technologii prefabrykacji drobnowymiarowej realizowanej przy obiekcie, co ułatwiało wznoszenie opisywanych budynków. Fasady zachodnie tych budynków zostały zaprojektowane i wykonane z charakterystycznymi uskokami oraz ukosami, kreujące efektowne elewacje. Zastosowane ukosy nie tylko kreują atrakcyjną architekturę, ale pozwoliły na jej korespondowanie z przestrzenią oraz wykorzystanie walorów widokowych osiedla. Balkony przy ukosach wysunięto poza obręb elewacji. Uzyskano w takim układzie efekt większej prywatności, mimo ich bliskości . Takie ukształtowanie ma swoje odzwierciedlenie we wnętrzach mieszkań, w których pokoje dzienne ściany zewnętrzne również mają wspominany ukos, otwierający widok w kierunku południowo-zachodnim. Pomimo schematycznego usytuowania budynków w układzie równoległym, grzebieniowym, uzyskano bardzo pożądaną skalę ludzką w wysoce zhumanizowanej enklawie architektury modernistycznej, między innymi dzięki rozdrobnieniu i rozrzeźbieniu formy oraz wykreowaniu policzalnej liczby wnętrz urbanistycznych ówcześnie staranne wyposażanych w elementy rekreacyjne. Po stronie wschodniej z bryły budynku wysunięto przed lico poza mur piony przeszklonych klatek schodowych.

### Punktowce
W ramach osiedla przy ulicy Sudeckiej zbudowano zespół czterech budynków punktowych położonych po wschodniej jej stronie. Są to następujące budynki: nr 110 i 112, położone przy ulicy w ramach odcinka od alei Jaworowej do alei Jarzębinowej, oraz nr 114 i 116 w ramach odcinka od alei Jarzębinowej do alei Dębowej. Pierwowzorem tych budynków były punktowce wcześniej zaprojektowane w ramach budowy osiedla w rejonie placu PKWN (współcześnie plac Legionów) położonych wzdłuż dzisiejszej ulicy marszałka Józefa Piłsudzkiego , numery: 4, 6, 8, 10. Budynki te mają po jednej klatce schodowej i sześć kondygnacji nadziemnych . Budynki zostały usytuowane pod pewnym kątem w stosunku do osi ulicy  , co pozwoliło na zmieszczenie większej ilości zieleni . Mają prostą bryłę. Charakterystycznym elementem tych budynków są balkony domknięte po bokach, co daje efekt przestrzeni wzorowanej na loggiach. Przy nich wykonano pionowe, rytmiczne żebrowania. Nadają one lekkości oraz zapewniają częściowo ocienienie. Zwraca się bowiem uwagę na fakt, że tak ukształtowany projekt wykreował jasne, dobrze doświetlone mieszkania. Na ostatnim piętrze znajduje się część o innym przeznaczeniu, co zostało podkreślone innym ukształtowaniem elewacji. Zastosowano tu odmienne okna ustawione pod innym kątem oraz wysunięty daszek. Pomieszczenia te miały z założenia być przeznaczone pod pracownie architektoniczne i artystyczne. Budynki miały stonowaną kolorystykę elewacji .

### Galeriowiec
Budynek galeriowy został zbudowany wzdłuż alei Lipowej w rejonie skrzyżowania z aleją Wiązową. Położony jest po południowej stronie wymienionej alei i po stronie zachodniej alei Wiązowej. Adres obiektu to aleja Lipowa 23. Budynek ma trzy kondygnacje nadziemne i 414 m² powierzchni zabudowy.

### Domy szeregowe
Po południowej stronie alei Jaworowej, pomiędzy punktowcem przy ulicy Sudeckiej 110 a aleją Wiązową, zbudowano w zabudowie szeregowej domy jednorodzinne o numerach od 23 do 33a. Są do budynki dwukondygnacyjne. Ich lico w kilku miejscach zostało przesunięte względem siebie. Usytuowanie zabudowy jest takie, iż wykreowano przed budynkami niewielkie przedogórdki, natomiast z tyłu ciągłej zabudowy pierzei powstały duże ogrody.

### Pozostała zabudowa
Oprócz wyżej opisanych budynków w ramach osiedla zbudowano także budynek punktowy przy alei Lipowej zgodnie z projektem budynku mieszkalnego z unifikacji wrocławskiej. Adres budynku to aleja Lipowa 19. Z budynków niemieszkalnych powstały tu parterowe pawilony handlowo-usługowe. Przy skrzyżowaniu ulicy Sudeckiej i alei Jaworowej zbudowano pawilon przeszklonej fasadzie z uskokami. Dach budynku wychodzący poza lico fasady został wsparty na słupach . Teren ten przeznaczono głównie pod handel i usługi zgodnie z ukształtowanym wówczas zagospodarowaniem.

## Zieleń
Jak wyżej wspomniano osiedle powstało w przestrzeni willowej zabudowy o dużej ilości zieleni . Założeniem projektantów było wpisanie nowej zabudowy zarówno w otaczającą zabudowę jak i zieleń już istniejącą, w sposób zapewniający jej zachowanie oraz zieleń nowoprojektowaną . W niektórych publikacjach wskazuje się, iż zachowanie tej zieleni było wręcz priorytetowe dla projektantów. Należy przy tym wskazać, że w opisywanym rejonie nie ma dużych przestrzeni zieleni miejskiej . Istnieje za to duża ilość zieleni przyulicznej w postaci alei, szpalerów i innych oraz zieleni międzyblokowej, a rozmieszczenie budynków umożliwiło utworzenie szeregu zielonych przestrzeni międzyblokowych i przyulicznych . Także cofnięcie linii zabudowy względem ulicy Sudeckiej pozwoliło na ukształtowanie zielonej alei zgodnie z charakterem tej części miasta, z obustronnym ukształtowaniem szpalerów drzew.
W omawianym rejonie przede wszystkim zachowany został, na ile to było możliwe, starodrzew obejmujący nasadzenia przyuliczne oraz dawne ogrody. Wysokie drzewa przy ulicach kreują charakter alei, flankują wloty ulic poprzecznych i podkreślają kierunki ich przebiegu wskazując osie widokowe. Zachowane zostały także fragmenty dawnych szpalerów przyulicznych. Pośród największych okazów starodrzewu tu zachowanego znajdują się takie gatunki jak platany, dęby, kasztanowce, jesiony i świerki. Z roślinności dawnych ogrodów zachowane były między innymi stare okazy drzew owocowych i krzewów, w tym np. cisów, lilaków i tawul. Na uwagę zasługuje fakt, iż roślinność ta gatunkowo jest jednak bardziej zróżnicowana niż wymienione wcześniej przykłady umiejscowiona w swobodnym układzie nasadzeń. 
Pośród najstarszych okazów drzew wymienia się:
- pojedyncze jawory (Acer pseudoplatanus) przy alei Jaworowej o obwodzie około 200 cm
- platany klonolistne (Platanus x hispanica ‘Acerifolia’) wzdłuż ulicy Sudeckiej o obwodzie około 370 cm
- leszczyna turecka (Corylus colurna) przy alei Wiązowej o obwodzie 222 cm[7]
- dąb gontowy (Quercus imbricaria) o obwodzie 188 cm[7], który wskazywany jest jako osobliwość dendrologiczna[7][12]
- liniowe układy cisów (Taxus baccata) o obwodzie od 40 cm do 80 cm[7].

Przy skrzyżowaniu ulicy Sudeckiej z aleją Jaworową, przy dwóch potężnych platanów klonolistnych, pośrodku trójkątnego trawnika obrzeżonego żywopłotem z ligustru, znajduje się rzeźba „Para” autorstwa Janiny Paiskorwskiej-Pieli (później Nausner). Dzieło zostało stworzone i ustawione w końcu lat 70. XX wieku. Jest to rzeźba ustawiona na wysokim murowanym cokole z cegły. Wykonana została z piaskowca i przedstawia uproszczone postacie kobiety i mężczyzny ze zwróconymi do siebie głowami. 
Postuluje się w obrębie skrzyżowania ulicy Sudeckiej i alei Jaworowej oraz skrzyżowania alei Lipowej i alei Wiązowej ukształtowanie placu z rondem, ze skwerem i reprezentacyjną zielenią. Przy wszystkich ulicach i alejach terenów zabudowanych Osiedlem pod Jaworami wymaga się tworzenia i utrzymania szpalerów drzew.

## Oceny i opinie
Początki powstania Osiedla pod Jaworami sięgają drugiej połowy lat 50. XX wieku, w okresie poprzedzającym budowy we Wrocławiu wielkich osiedli mieszkaniowych, czyli w czasie, gdy dominowało jeszcze budownictwo rozproszone realizowane na znacznie mniejszą skalę, niż późniejsze realizacje dużych zespołów blokowych. Jego nieduża skala dobrze nawiązująca do otoczenia, indywidualne projekty budynków i twórczość stosunkowo dużego grona projektantów skutkowały powstaniem kameralnej i interesującej zabudowy, zróżnicowanej zarówno pod względem architektonicznym jak i pod względem wielkości. Późniejsze oceny dokonań architektonicznych w jego zakresie, przy oczywiście uwzględnieniu realiów PRL lat 50. i 60. XX wieku, wyartykułowane już w nowej rzeczywistości po przemianach ustrojowych w Polsce, wypadają nader korzystnie. Z uznaniem wskazuje się dostosowanie zabudowy, jej skali, formy i układu budynków do zachowanej po zakończeniu II wojny światowej zabudowy przedwojennego osiedla, a także bogatej zieleni zachowanej oraz uzupełnionej o nowe nasadzenia.
Jak wyżej opisano w ramach osiedla powstały budynki niezwykle zróżnicowane, wkomponowane sposób organiczny w istniejącą i projektowaną zieleń, stanowiące porządną formę zadomowienia, z interesującą architekturą zarówno układu zabudowy, zharmonizowania z otoczeniem, jak i samych budynków o ciekawych fasadach, rzeźbiarskich, modernistycznych formach, z dobrze dobranym układem wnętrz. Uznaje się, iż zabudowa osiedla zwiera wyróżniające się formy architektury mieszkaniowej. Osiedle pod Jaworami zalicza się do najlepszych przykładów powojennego budownictwa mieszkaniowego we Wrocławiu.
Warto tu zacytować następującą opinię:

Celem była wysoka jakość i różnorodność rozwiązań, proste i odkrywcze operowanie techniką, zgodność z miejscowymi warunkami przestrzennymi, a szczególnie uległość w stosunku do zieleni istniejącej.

Natomiast same budynki punktowe przy ulicy Sudeckiej 110–116 powstały na bazie projektu wcześniej zrealizowanych punktowców przy ulicy Józefa Piłsudskiego (wcześniej ulicy gen. Karola Świerczewskiego w rejonie placu Legionów – dawnego placu PKWN). Budynki te, tzw. „Czworaczki”, stanowiące pierwowzór dla opisywanych punktowców , otrzymały wróżenie tytułem Mister Wrocławia z 1961 r.   Współcześnie również zostały docenione i wszystkie punktowce Osiedla pod Jaworami objęto ochroną w ramach gminnej ewidencji zabytków oraz miejscowego planu zagospodarowania przestrzennego. Niestety współczesne modyfikacje związane z termomodernizacją w przypadku dwóch z czterech tych budynków zatarły częściowo ich pierwotną wartość architektoniczną, gdyż podczas prac zlikwidowano charakterystyczne żebrowanie w obrębie balkonów .

## Ochrona
Pośród budynków powstałych w ramach budowy Osiedla pod Jaworami znajdują się następujące zabytki ujęte w gminnej ewidencji zabytków oraz chronione w ramach miejscowego planu zagospodarowania przestrzennego:
| obiekt, położenie                                                          | powstanie, rodzaj ochrony                                          | fotografia |
| -------------------------------------------------------------------------- | ------------------------------------------------------------------ | ---------- |
| Budynek mieszkalny „Punktowiec” w osiedlu „Pod Jaworami” ulica Sudecka 110 | lata 1960–1961 (projekt Konrad Jarodzki) rodzaj ochrony: gez, mpzp |            |
| Budynek mieszkalny „Punktowiec” w osiedlu „Pod Jaworami” ulica Sudecka 112 | lata 1960–1961 (projekt Konrad Jarodzki) rodzaj ochrony: gez, mpzp |            |
| Budynek mieszkalny „Punktowiec” w osiedlu „Pod Jaworami” ulica Sudecka 114 | lata 1960–1961 (projekt Konrad Jarodzki) rodzaj ochrony: gez, mpzp |            |
| Budynek mieszkalny „Punktowiec” w osiedlu „Pod Jaworami” ulica Sudecka 116 | lata 1960–1961 (projekt Konrad Jarodzki) rodzaj ochrony: gez, mpzp |            |

Osiedle to położone jest w ramach większego obszaru również podlegającego ochronie w ramach gminnej ewidencji zabytków jako założenie przestrzenne z lat 1872–1945. Ochrona ta obejmuje przede wszystkim historyczny układ urbanistyczny osiedla Borek I wraz z Parkiem Południowym, zespołem szpitala przy ulicy Rudolfa Weigla i Parkiem Skowronim. Stan zachowania obszaru określa się na dobry. Ponadto w rejonie zabudowy osiedla ochronie, w ramach gminnej ewidencji zabytków oraz miejscowego planu zagospodarowania przestrzennego, podlega Aleja Dębowa z przełomu XIX i XX wieku.
Osiedle w 2018 r. w ramach Studium Uwarunkowań i Kierunków Zagospodarowania Przestrzennego zostało uznane za dobro kultury współczesnej.